# Adolfo Luna

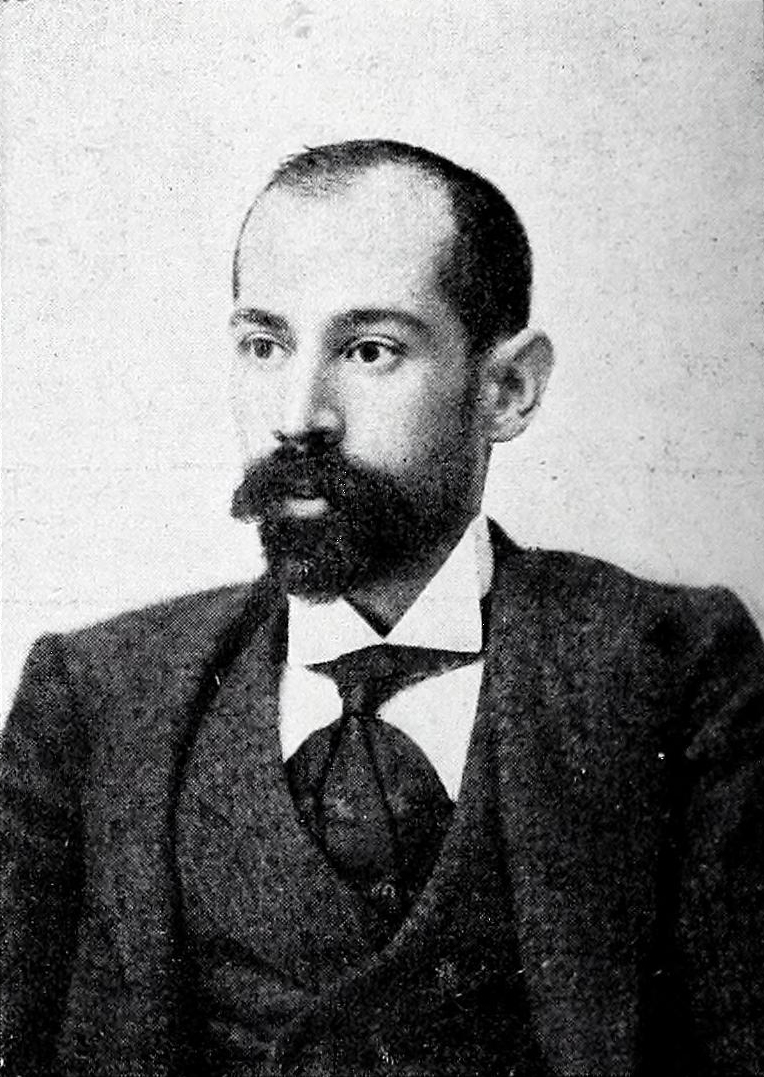
Fotografiado por Cifuentes

Adolfo Luna y Ramos Isamat (Sevilla, 1871-Madrid, 1902) fue un periodista, dramaturgo y escritor español.

## Biografía
Nació el 3 de enero de 1871 en Sevilla. Perteneciente al ambiente de la bohemia finisecular española, acudía a la tertulia literaria del Café de Madrid. Fue redactor de los periódicos madrileños El País, El Progreso (1898) y El Heraldo de Madrid. Colaboró además en La Ilustración Española, El Gato Negro, Electra, La Correspondencia de España, La Vida Literaria, El Liberal, o Sol y Sombra. También fue autor dramático, en este campo escribió piezas como Jilguero chico (1901). Falleció joven, el 28 de noviembre de 1902. Usó frecuentemente el pseudónimo «Flirt», al menos según Eugenio Hartzenbusch e Hiriart en El País.
A Luna, que era jorobado y habría estado aquejado de una enfermedad crónica desde la adolescencia, Pérez Nieva le describe físicamente como «pequeñito, desproporcionado, de largos brazos, un giboso completo».

## Bibliografía

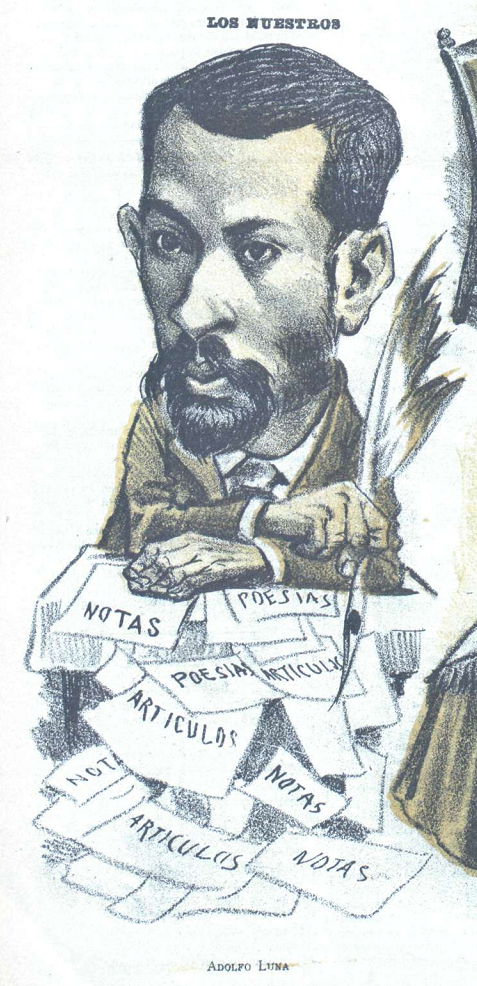
Adolfo Luna (Don Quijote, 7 de noviembre de 1902)